# Tschārak
Tschārak (persisch چارک, DMG čārak, ‚Viertel‘) war eine persische Masseneinheit (Gewichtsmaß) in der neueren Zeit. Es galt: 1 Tschārak = ¼ großes Mann. Heute wird es 750 Gramm gleichgesetzt.